# Johannes Franz Hartmann
| Odkryte planetoidy: 3 | Odkryte planetoidy: 3 |
| --------------------- | --------------------- |
| (965) Angelica        | 4 listopada 1921      |
| (1029) La Plata       | 28 kwietnia 1924      |
| (1254) Erfordia       | 10 maja 1932          |

Johannes Franz Hartmann (ur. 11 stycznia 1865 w Erfurcie, zm. 13 września 1936 w Getyndze) – niemiecki astronom.

## Życiorys
Studiował w Tybindze, Berlinie i Lipsku. W 1896 roku został zatrudniony w Instytucie Astrofizyki w Poczdamie. W latach 1909–1921 był profesorem na Uniwersytecie w Getyndze i dyrektorem obserwatorium. Od 1921 do 1934 prowadził obserwatorium w La Placie, poszerzając jego działalność w zakresie astrofizyki. W 1934 roku powrócił, ze względu na stan zdrowia do Getyngi, gdzie dwa lata później zmarł.
Był odkrywcą trzech planetoid. Położył zasługi w astrospektroskopii i udoskonalił odpowiednie metody pomiarów. Znany jest ze swych wynalazków: mikrofotometru (1899), stereokomparatora (1904) i fotometru powierzchniowego. Napisał m.in. Tabellen für das Rowlandsche und das Internationale Wellenlängensystem (1916), tom „Astronomia” w wydawnictwie „Die Kultur der Gegenwart” (1921).

## Upamiętnienie
W uznaniu jego pracy jeden z kraterów księżycowych nazwano Hartmann. Z kolei nazwa planetoidy (3341) Hartmann nie pochodzi od niego, lecz od amerykańskiego astronoma o tym samym nazwisku – Williama Kennetha Hartmanna.